# Daniel Faria
Daniel Augusto da Cunha Faria né le 10 avril 1971 à Baltar, Paredes, et décédé le 9 juin 1999 à Porto, est un poète portugais et théologien catholique. 
La mairie de Penafiel, en mai 2004 a créé un prix de poésie à son nom Prix Daniel Faria destiné aux jeunes poètes de moins de 35 ans.